# Inga Fischer-Hjalmars
Inga Fischer-Hjalmars (16 de enero de 1918, Estocolmo - 17 de septiembre de 2008, Lidingö) fue una física sueca, 
farmacéutica, humanista, y una pionera en química cuántica. Fue una de las pioneras en la aplicación de mecánica cuántica para solucionar problemas en química teórica. Fischer-Hjalmars también presidió el Comité Permanente del Consejo Internacional de Uniones Científicas  sobre Libre Circulación de Científicos.

## Biografía
Los padres de Fischer-Hjalmars eran el ingeniero civil Otto Fischer y Karen Beate Wulff. Obtuvo su licenciatura en 1939 (farmacia), y una maestría en 1944 (física, química y matemáticas), continuó sus estudios de posgrado, recibiendo su "licentiat" en mecánica en 1949, y otra en química, en 1950. Fischer-Hjalmar se casó con el profesor de ingeniería mecánica Stig Hjalmar.
En 1949,  comenzó a trabajar en su doctorado, el cual obtuvo en 1952 en Universidad de Estocolmo, donde obtuvo un cargo de profesor asociado de física mecánica y matemática. Durante el periodo de 1959-63, también dirigió un laboratorio de física matemática en el Instituto Real de Tecnología. En 1963, en la Universidad de Estocolmo, Fischer-Hjalmars se convirtió en la primera profesora mujer de Suecia de física teórica, donde era conocida como una conferencista muy popular. Sucedió a Oskar Klein en el puesto y mantuvo su cargo hasta 1982. Fue miembro de la Academia Internacional de Ciencia Cuántica Molecular, de la Real Academia de las Ciencias de Suecia, de la Real Academia Danesa de Ciencias y Letras, de la Academia Mundial de Arte y Ciencias, y presidió el Comité Permanente del Consejo Internacional de Uniones Científicas sobre Libre Circulación de Científicos.

## Premios
- 1990, Human Rights of Scientists Award, Academia de Nueva York de Ciencias[4]